# Ruvuma
Ruvuma popř. Rovuma (anglicky Ruvuma River, portugalsky Rio Rovuma) je řeka ve Východní Africe v Tanzanii a v Mosambiku, přičemž po významnou část toku tvoří státní hranici mezi oběma zeměmi. Je 800 km dlouhá. Povodí má rozlohu 145 000 km².

## Průběh toku
Pramení v horách východně od jezera Malawi a ústí do Indického oceánu. Největším přítokem je řeka Lugenda zprava.

## Vodní režim
Řeku charakterizuje dešťový (pluviální) odtokový režim. Největší průtok má na konci léta (březen až květen).

## Využití
Vodní doprava je možná na oddělených úsecích na dolním toku.